# マッロイ戦役
マッロイ戦役は、紀元前326年の11月から紀元前325年2月の間にアレクサンドロス3世によって行われたパンジャーブ地方への遠征である。アレクサンドロスは遠征の限界を判断し、ヒュダスペス川を下りながらイセスシネス川（現在のジェラム川とシェナブ川）を目指していたが、マッロイ人とオクシュドラカイ人は共同でマケドニア軍によるこの地域の進軍を拒否した。アレクサンドロスは現地の軍との邂逅を避け、この2つの河の間の地域を平定し、速やかにこの戦役を終わらせようとした。アレクサンドロスはこの戦役の中で重傷を負い、命を落としかけた。

## 背景
マッロイ人に対する戦役はアレクサンドロスがヒンドゥークシュ山脈を超えた年に行われ、ペルシャ帝国に対する遠征が始まってから8年が経過していた。この時、アレクサンドロスの征服地はギリシャからインドにまで拡大していた。いくつかのインドの部族は過去にペルシャ帝国の一部に組み込まれていた。この間、ギリシャでの政情は穏やかであった。
アレクサンドロスは紀元前326年の5月にヒュダスペス河畔の戦いでポロス王を破った後、30日間、その地に留まった。この間、ポロスとその属国であるタクシレスなどと和解し、新たにマケドニアの属国になった。アレクサンドロスはこの決定を仲裁し、自らの同盟に組み込む事に成功した。彼はその後、北東のグラウカノコイへと進軍し、37の都市を降伏させた。カシミールのアビセアズも同様にマケドニアに降伏したが、この時40の象を含む多くの貢物を送った。

アレクサンドロスはガンジス川を渡り、強国であるナンダ朝とガンガリダイ人と戦う事を提案した。アッリアノスによれば、アレクサンドロスは自身の考えを以下のように述べている。
もし今この遠征が終わる事を望んでいる者がいるのなら、彼にガンジス川がこの上なく素晴らしい場所であると教えたい。そしてガンジス川はこの地球を囲んでいるヒルカノス海に流れている。私はマケドニア人と従属国の兵に対してインド湾がペルシャに接続している事だけでなく、ヒルカノス湾もインドに接続している事を証明したい。
シェナブ川にて、兵士による抵抗があった。彼らはアレクサンドロスの野心に共感せず、故郷に帰る事を臨んだ。この時雨が70日間も続いており、ヒュダスペス河畔の戦いで多くの犠牲を出した。ナンダ朝は、小国の王にすぎないポロスより強いという噂が流れていた。コイノスは兵を代表し、アレクサンドロスに引き返す事を認めてもらうよう懇願した。この要求に他の幹部も同調したため、アレクサンドロスはついに遠征を諦めた。
しばらく後、メムノンはトラキアからの6000名の騎兵と7000名の歩兵を増援として連れてきた。この増援の際、25000の甲冑も装備として送られてきた。これらの増援がもっと早く到来していれば、アレクサンドロスは兵士たちに東進を再開するよう説得することができたはずであった。しかし、更に東進する事に対して、好ましくない予兆があった後、アレクサンドロスは、心乱らせながらも、諦め、ヒュダスペス川に沿って南に進む事を決定する。そして艦隊と軍は川の下流に向けて出航し、時折短い距離は陸上を進軍した。敵の抵抗は僅かであった。
アレクサンドロスはマッロイ人とオクシュドラカイ人がお互いに人質を交換し、全て貴重品を要塞化された都市に移動させつつあるとの情報を手に入れた。
彼らはアレクサンドロスが自分たちの領土を進軍する事を避けるために、互いの軍を結合させた。当時の記録はマッロイ人達の軍隊が合計で、90,000名の歩兵と10,000匹の馬と900台の戦車を持っている事を示唆していた。マッロイ人とオクシュドラカイ人は伝統的に敵対していたという事実にもかかわらず、彼らはマケドニアと戦うためにこれらの議論を置いておいた。アレクサンドロスは彼らの軍の合流を阻止する事を決定した。
アレクサンドロスと彼の父の習慣であるが、戦役は1年中全ての季節を通して行った。ギリシャにおいては冬は休戦の季節であったが、インドにおいては、雨季と、寒冷期が休戦の季節であった。マッロイ人たちはアレクサンドロスの慣行に気づかなかったため、アレクサンドロスが進軍の準備を整えるまでに時間があると誤認した。アレクサンドロスは人生を通して、困難な状況で多くの行軍を行ってきた。例えば、ガウガメラの戦いの後、アレクサンドロスの軍はわずか1日で戦場から55km離れたザブ川に到達している。

## マケドニアの進軍

### 第1段階
アレクサンドロスは11月に同盟結成の知らせを聞き、2つの部族の連携を防ぐために、軍を強行させた。直前に造られた船でヒュダスペス川を下る事により、アレクサンドロスは5日間で目的地に到着した。彼らがパンジャーブを渡って物資を運べるようにするため、船は分解した後、元に戻せるように造られていた。現代と同様、パンジャーブ地方には5つの川があったため、船を次の川まで牽引する必要があった。ヒュダスペス川とイセスシネス川は下るには危険な川であり、マケドニア軍は船に大きなダメージを被り、さらに負傷者も出した。彼らは戦闘用の船と輸送用の船の2つを使用した。輸送用の船は丸い形をしていた事で、困難な水路を航行する上での助けとなったため、ダメージを受けなかった。一方戦闘用の船は多くの欠陥から、多数の船が破壊された。この船は2列になって、オールを漕いで進んでいたため、オールが土手によく当たった。アレクサンドロスでさえ、船が沈む恐れがあったので、甲冑を脱いで川に飛び込む準備をした事もあった。

第一段階

しかしマケドニアはなんとかこの地域を通り抜けられた。彼らがマッロイ人の地域に到着した後、講和の準備に取り掛かった。船は修理を行っている間、マケドニアはシバエと呼ばれている部族を最初に攻撃するため、西に向かった。この部族は右岸に40,000名ほどの兵を持っていると噂されており、マケドニア軍は彼らを攻撃するために、川を渡った。マケドニア軍は彼らの都市を破壊し、収穫物を焼き払い、男性は殺害し、女性と子供は奴隷にした。過去にアレクサンドロスは新しく征服した地域の住民に対して、寛大な処置を行った事はあった。このような占領政策の変更は他の部族に対しての示しとする意図があった。伝えられる所では、マケドニア軍が既にあまりにも進軍しすぎたため後方連絡線が絶たれる深刻な危険に晒されていたため、このような残虐な処置を行ったとされる。バビロンからパンジャーブ地方に至るまでマケドニア軍を展開していたため、もしこの地域のいずれかが遮断された場合、この遠征を取りやめる必要があった。中途半端な折衷案は伸び切った後方連絡線を守るための案として採用されなかった。
アレクサンドロスはマッロイ人の逃亡を阻止する事を決定し、それ故に、脆弱な地点を強化するために、立案した戦役の計画の中で内線を維持する事を認めた。
アレクサンドロスは川を下って進軍するクラテロスの戦力にフィリップスの軍団とポリュペルコンの旅団に弓騎兵と象を加えた。またアレクサンドロスはネアルコスにヒュダスペス川を船で下り、イセスシネス川とヒュドラオティス川の合流点でさらなる作戦を実行するための基地を作るように命じた。さらにこの基地は逃亡するマッロイ人を捕らえるのに使われた。3日後アレクサンドロスはクラテロスにネアルコスを付いて行き、川の右岸から川を下るように命じた。

第一段階の続き

アレクサンドロスは自軍を3つに分けて、左岸を渡った。アレクサンドロスの部隊は砂漠を直接行軍せざるを得なかったが、このような最も困難な任務を自ら引き受けるのは彼の習慣だった。アレクサンドロスの軍はハイパスピスト（盾を持った歩兵）、弓兵、アグリアネス人、ペイトンのファランクスの旅団、弓騎兵とヘタイロイによって構成されていた。砂漠を横断する事は困難を極める一方、この行軍には2つの目的があった。一つ目がマッロイ人を驚かせる事で、2つ目はマッロイ人の残りの部隊をクラテロスの部隊の方面に移動する事を強要するために、南へ進軍して戦略的に優位な位置を確保する事であった。ヘファイスティオンの軍は同じ川の左岸にいるクラテロスの軍とは反対の右岸から進軍する事を命じられた。もしクラテロスが捕らえる事に失敗した場合に、アレクサンドロスが目標としている撤退中の部隊を捉えやすくするために、ヘファイスティオンの軍は5日間かけてアレクサンドロスの軍よりも前方に送られた。また北に逃げるマッロイ人を確実に捕えて殺害するために、プトレマイオス1世の軍は3日後にアレクサンドロスの軍に続くように命じられた。

### 第2段階
この時、マッロイ人とオクシュドラカイ人の暫定的な同盟は破られつつあった。この2つの部族の間で誰を指導者にするかの合意が得られず、どちらの軍も自らの拠点から撤退し、マケドニア軍を避けていた。
砂漠を渡った後、アレクサンドロスは行軍を続け、半日足らずで水が手に入れる場所まで進み、立ち止まった。マケドニアの別働隊は1日で72km進軍した。コット・カマリアという都市の近くに到着し、休憩を取り、アレクサンドロスはヘタイロイにのって進軍し、マッロイ人に攻撃を行った。マッロイ人の大半がは未だ都市の外側に居たため、この攻撃は完全な奇襲になった。アレクサンドロスが期待したとおり、マッロイ人はマケドニア軍が砂漠を横断するとは考えていなかった。彼らの大多数が殺害され、アレクサンドロスは殺害できなかったマッロイ人を都市まで追いかけた。彼はこの小さな都市の周りに騎兵による非常線を張り、後詰の歩兵の到着を待った。

第二段階

歩兵が到着した時、アレクサンドロスはクレイトスと彼自身の騎兵隊とともに、ペルディッカスの部隊を分離し、マッロイ人のもう一つの都市を包囲するために、南西に向かうよう命じた。しかしアレクサンドロスは一部の住民がこれから征服しようとしている地域に逃げて、現地の住民に現在行われている事が伝わり、逃亡するための時間を与える事を恐れて、都市を実際に攻撃しないよう指示した。アレクサンドロスはペルディッカスがアレクサンドロスの残りの部隊が到着するまで待っている事を強く願った。アレクサンドロスは自身が重要だと考えた全ての任務は人から取り上げて、自ら行う事を示す例の1つである。これはアレクサンドロスが全戦役を通して行ってきた習慣である。アレクサンドロスはこの都市を包囲し、カタパルトのような攻城兵器を使用する事で占領した。このカタパルトは古代において最も強力な兵器で、攻城戦において革命的な存在であった。アレクサンドロスはこの地域の他の全ての攻城戦でこのカタパルトを使用した。アレクサンドロスはこの都市の守備隊20,000名を打ち破り、殺害した。ペルディッカスが攻略しようとしていたこの都市に到着したとき、既にこの都市は人が居なかった。ペルディッカスはこの都市の生存者を追撃し、剣を取り上げた。
アレクサンドロスは兵士たちに夜の最初の当直の時間まで休息を取ることを許可した。その後、マケドニア軍は次の都市へとマッロイ人を追撃を継続した。この都市は現代では、バラモンのアタリにあたる。この都市に到着した時、アレクサンドロスはファランクスを送り、城壁を破るための準備を始めた。しかし、インド人はこれまでのアレクサンドロスの攻城戦の戦術を熟知していたため、城に立て籠もって抵抗する事を決めた。アレクサンドロスは城に包囲を敷き、ファランクスを城壁の上から侵入させた。城は焼かれて、5000名のマッロイ人が城壁の内側で死去した。
1日ほど休息を取った後、アレクサンドロスはムルターンに向かった。しかしマッロイ人は川を既に渡っており、西岸にてアレクサンドロスの到来を待っていた。

### 最終段階

最終段階

マッロイ戦役を継続する前にアレクサンドロスはペイトンとデメトリオスを川、森、砂漠がある方向へと送り返し、降伏しなかったものは誰でも殺害するよう命じた。これはアレクサンドロスが到着した都市に到着したときに、多くの都市が既に放棄されていたからである。これらの都市の難民はヒュドラオティス川沿いの森で捕虜となった。
マッロイ人はヒュドラオティス川の西岸の高地でアレクサンドロスに戦いを仕掛けた。しかしアレクサンドロスとマケドニア軍はこの高地を警戒し、川を渡る事を決断した。これは新しい戦術ではなく、父のフィリップ2世が多くの局面で行った鉄床戦術と同様に、騎兵に続いて攻撃する手法である。マッロイ人はマケドニアの歩兵が戦闘に加わりさえしなかったのに、逃亡し、アレクサンドロスは騎兵を用いて、8kmほど追いかけた。
マッロイ人はマケドニアの騎兵の数が少ないと悟ったので、立ち止まって彼らと戦う事を選んだ。アッリアノスはこの時50,000名のマッロイ人がいたと推測している。アレクサンドロスはヘタイロイの扱いに熟練していたため、彼自ら攻撃を受けやすい地点に身を置いていた。そしてマケドニア軍は前線を形成し、マッロイ人を包囲して側面と後方を攻撃した。やがてマケドニアの軽歩兵がやってきて、マッロイ人は戦意を喪失して、ムルターンに逃れた。アレクサンドロスは彼らを都市まで追撃した後、彼の部隊にその日の休息を取らせた。

## ムルターン城の包囲
アレクサンドロスは2つに別れた軍を整え、一方は彼自身が率いて、もう一方はペルディッカスが率いた。インド人はほとんど即座に城に撤退し始めた。この城は強固であり、城壁は1.6kmにも及んだ。しかしアレクサンドロスはこの門に無理やり押し入る事が出来、城の外の部分へと進んだ。マケドニア軍は次の城壁を掘り始めた。
アレクサンドロスは攻城戦のペースに苛立ち、彼は自ら梯子を昇った。彼に続いたのは2名の兵士のみであった。他の兵士たちはアレクサンドロスの身の危険を心配し、彼を守るために梯子を押しあった。梯子にあまりにも多くの兵士が殺到したため、梯子は重さに耐えきれず崩壊した。マッロイ人は誰がアレクサンドロスか理解し、彼に殺到した。多くのアレクサンドロスの兵士は手を差し伸べ、飛びながら彼の名を呼んだが、アレクサンドロスはそれに応じなかった。
アレクサンドロスは場内を飛ぶように行動して、マッロイ人の指導者を殺害した。しかし矢が飛んできて、アレクサンドロスの肺を貫き、彼は重傷を負った。マケドニア軍はアレクサンドロスが死んだと信じた。この都市の入り口を確保した後、マケドニア軍は報復のためにマッロイ人を皆殺しにした。

## 結果
マケドニア軍がアレクサンドロスの元にたどり着いた時、兵士たちは盾を構えて、彼を宿営地まで送った。矢を摘出するために傷口を開く必要があったが、誰もがアレクサンドロスの傷を切開する事を恐れた。ペルディッカスが現れて、傷を切開し、傷口から矢を摘出した。兵士たちはアレクサンドロスだけが、兵士たちを故郷に導く事ができると信じていたので、アレクサンドロスの容体を非常に心配した。アレクサンドロスは数日間生死をさまよっていた。
アレクサンドロスのいる場所から4日離れた場所にいた主軍はアレクサンドロスが死んだという話が流れた。噂は瞬く間に広がり、アレクサンドロスが生きていて、容体が回復しつつあると伝えられても、兵士たちは信じなかった。結局アレクサンドロスは兵士たちから見える場所の船に移されて、兵士も彼を見ることが出来た。しかし彼の容体は細心の注意を払う必要があったので、オールで水を撥ねさせて彼にかからないように、川を下っている間ずっとオールで船を漕がなかった。
4日後、マケドニア軍は現地人が完全に放棄した豊かな国に到着した。アレクサンドロスは親しい友から叱責を受けた。彼らはアレクサンドロスに戦いで自らの危険を晒す事はあまりにも危険であると述べた。アレクサンドロスはマッロイ人の最後の降伏の知らせを受け取った。このマッロイ人は彼らの首都が陥落した後に降伏してきた。アレクサンドロスは使者を送り、4頭の馬から出来た戦車を300台受け取った。さらにアレクサンドロスはインドの盾1000個、多数のライオンと100タレント（当時のマケドニアの貨幣）を受け取った。